# Слюсаренко Оксана Олександрівна
Оксана Олександрівна Слюсаренко (23 квітня 1962) — українська науковиця, дипломатка.Надзвичайний і Повноважний Посол України. Докторка економічних наук (1998), професор (2000).

## Біографія
Народилася 23 квітня 1962 року.
Закінчила Одеський політехнічний інститут (1984) за фахом інженер-економіст.
З 1984 — працювала асистенткою кафедри в Одеському політехнічному інституті.
У 1986 — закінчила аспірантуру Одеського політехнічного інституту і захистила кандидатську дисертацію. Працювала президентом Одеського міжнародного центру розвитку малого підприємництва.
З 1993 — після закінчення докторантури в Одеському державному університеті працювала на науково-педагогічних посадах в Одеському політехнічному інституті.
В кінці 1993 — переїхала до Києва, де працювала провідною науковою співробітницею Ради з вивчення продуктивних сил України НАН України.
У 1998 — захистила докторську дисертацію.
У 2000 — здобула звання професора.
З 2002 по 2005 — начальниця Департаменту фінансових установ та ринків Міністерства фінансів України і радниця Першого віце-прем'єр-міністра України.
З 2005 по 2006 — проректорка з наукової роботи Української академії бізнесу та підприємництва.
З 07.2006 по 2007 — ректорка Української академії бізнесу та підприємництва.
З 14.03.2007 по 06.02.2008 — заступниця Міністра економіки України.
З 31.01.2008 по 06.10.2008 — заступниця Голови Секретаріату Президента України  і Представниця Президента України у Верховній Раді України.
З 01.12.2008 — 31.03.2014 — Надзвичайний і Повноважний Посол України в Чорногорії.
З 2014 р. — віце-президент Українського національного комітету ICC  по Балканському регіону, активна учасниця міжнародних наукових конференцій.

## Дипломатичний ранг
- Надзвичайний і Повноважний Посол першого класу (2013)[3]

## Авторка праць
Авторка понад 100 наукових робіт, монографій та навчальних посібників. В останні роки активно вивчає гендерно-соціальну політику та є авторкою ряду наукових праць із вказаної тематики:
- Відображення культурної спадщини України з використанням електронних карт в середовищі геоінформаційної системи МАН України.
- Перелік пам'яток, пов'язаних з життям і творчістю Т.Г. Шевченка за кордоном.
- Жінки Західних Балкан і України. Історія і сьогодення.
- Науково-освітні ВЕБ – портали. Методика проектування та формування.
- Засоби доступу до джерел знань та їх використання в учбовому процесі педагогічного навчального закладу.
- Інформаційні системи підтримки навчальної групової діяльності обдарованих учнів за схемою – «учні-викладачі-учні».
- Комп'ютерні онтології ті їх використання у навчальному процесі. Монографія.